# Hirtella triandra
Hirtella triandra là một loài thực vật có hoa trong họ Cám. Loài này được Sw. mô tả khoa học đầu tiên năm 1788.